# استلویو
استلویو (به ایتالیایی: Stelvio) یک منطقهٔ مسکونی در ایتالیا است که در تیرول جنوبی واقع شده‌است.

## خصوصیات
استلویو ۱۴۰ کیلومترمربع مساحت و ۱٬۲۱۵ نفر جمعیت دارد و ۱٬۳۱۱ متر بالاتر از سطح دریا واقع شده‌است.